# Zhang Hongtao
Zhang Hongtao (chiń. 張宏濤; ur. 9 kwietnia 1986) – chiński gimnastyk, mistrz świata.
Największym sukcesem zawodnika jest złoty medal mistrzostw świata w Londynie w konkurencji ćwiczeń na koniu z łękami.

## Osiągnięcia
| Rok  | Zawody             | Miasto | Miejsce | Konkurencja                 | Punktacja |
| ---- | ------------------ | ------ | ------- | --------------------------- | --------- |
| 2009 | Mistrzostwa świata | Londyn | 1       | Ćwiczenia na koniu z łękami | 16.200    |